# Young the Giant (album)
| Recensione | Giudizio |
| ---------- | -------- |
| AllMusic   | [ 2 ]    |
| Spin       | [ 3 ]    |

Young the Giant è l'album di debutto dell'omonimo gruppo musicale statunitense, pubblicato nel 2010 dalla Roadrunner Records. Questo album in Italia è arrivato alla posizione numero 52.

## Tracce
1. Apartment – 3:56
2. My Body – 4:05
3. I Got – 4:22
4. Cough Syrup – 4:10
5. God Made Man – 4:48
6. 12 Fingers – 4:17
7. Strings – 4:12
8. Your Side – 3:52
9. Garands – 4:07
10. St. Walker – 4:09
11. Islands – 4:06
12. Guns Out – 4:44

Edizione speciale
1. Every Little Thing – 4:02
2. Typhoon – 4:12
3. Strings (Reprise) – 5:19

## Formazione
- Sameer Gadhia – voce, percussioni
- Jacob Tilley – chitarra
- Eric Cannata – chitarra, cori
- Payam Doostzadeh – basso
- François Comtois – batteria, cori

### Altri
- Sean Fischer – violoncello
- Ehson Hashemian – tastiera, cori
- Bo Koster – tastiera
- Roger Manning – tastiera